# 宣城市
宣城市（せんじょう-し）は中華人民共和国安徽省に位置する地級市。

## 地理
安徽省の東南部に位置し、蕪湖市、黄山市、池州市、江蘇省、浙江省に接する。長江の支流の青弋江と水陽江が流れる。

## 歴史
589年（開皇9年）、隋により南朝陳の南豫州は宣州と改称された。
清朝のある年、蛟（水に住む龍）が大洪水を起こし二頭の鉄牛が暴れたとされ、夢のお告げに従った当時の知府が万名冊を抱えて水に飛び込み街を守ったとされる洪水伝説が残る。祀られたお宮に闘いに敗れた鉄牛の一頭が保存されているとされる。
2000年6月に地級市の宣城市が設立。

## 行政区画
1市轄区・2県級市・4県を管轄する。
- 市轄区：
  - 宣州区
- 県級市：
  - 寧国市・広徳市
- 県：
  - 郎渓県・涇県・旌徳県・績渓県

| 宣城市の地図                                   |
| ---------------------------------------------- |
| 宣州区 郎渓県 涇県 績渓県 旌徳県 寧国市 広徳市 |

### 年表
この節の出典

#### 皖南行署区宣城専区
- 1949年10月1日 - 中華人民共和国皖南行署区宣城専区が成立。宣城市・宣城県・郎渓県・広徳県・寧国県・涇県が発足。(1市5県)
- 1950年3月28日 - 宣城市が宣城県に編入。(5県)
- 1950年5月25日 - 蕪当専区当塗県・南陵県を編入。(7県)
- 1952年3月28日 - 宣城専区が皖北行署区巣湖専区と合併し、皖南行署区蕪湖専区の発足により消滅。

#### 安徽省宣城地区
- 1980年1月29日 - 安徽省蕪湖地区が宣城地区に改称。(9県)
  - 蕪湖県が蕪湖市に編入。
  - 池州地区青陽県、徽州地区寧国県を編入。
- 1983年10月8日 (5県)
  - 当塗県の一部が蕪湖市郊区に編入。
  - 繁昌県・青陽県・南陵県が蕪湖市に編入。
  - 当塗県が馬鞍山市に編入。
- 1987年6月10日 - 宣城県が市制施行し、宣州市となる。(1市4県)
- 1987年11月27日 - 徽州地区旌徳県・績渓県を編入。(1市6県)
- 1997年3月11日 - 寧国県が市制施行し、寧国市となる。(2市5県)
- 2000年6月25日 - 宣城地区が地級市の宣城市に昇格。

#### 宣城市
- 2000年6月25日 - 宣城地区が地級市の宣城市に昇格。(1区1市5県)
  - 宣州市が区制施行し、宣州区となる。
- 2019年7月12日 - 広徳県が市制施行し、広徳市となる。(1区2市4県)

## 交通

### 鉄道
中国鉄路総公司
- 宣城駅 - 市の代表駅であり、宣杭線、皖贛線、商杭旅客専用線（中国語版）、宣績旅客専用線（中国語版）が乗り入れている。当駅から省都の合肥南駅へは高速列車で1時間～1時間半[3]、南京南駅へは1時間15分[4]、杭州東駅へは1時間10分である[5]。
- また、績渓県などには合福旅客専用線、杭昌旅客専用線（中国語版）も通っている。

### 道路
- 高速道路
  - 滬渝高速道路
  - 溧寧高速道路
  - 寧宣高速道路
  - 宣桐高速道路
  - 宣銅高速道路
- 国道
  - G205国道
  - G233国道
  - G318国道